# Тервел Пулев
Тервел Венков Пулев е български боксьор, трикратен европейски медалист (финал 2010 и 2011 г.) и бронзов медалист (2015 г.), носител на бронзов медал от олимпийските игри в Лондон през 2012 г.

## Биография
Роден е на 10 януари 1983 г. в София. Занимава се с бокс от 1994 г. По бокса го увлича неговият баща Венко Пулев. Състезавал се е за различни клубове. Като първият клуб, в който започва кариерата си е ЦСКА. Впоследствие преминава в Боксов клуб „НСА“, състезава се и за „Академик“, „Национал-София“ и БК „Левски“. Завършва Национална спортна академия „Васил Левски“ в специалностите треньор и учител. През 2007 г. записва второ висше образование в Софийския университет „Св. Климент Охридски“ в специалност „Право“.
Многократен републикански шампион при юношите и мъжете. Има не малко любопитни случая, когато Тервел става шампион на България без да изиграе нито един мач или с не повече от един или два рунда общо за цялото п-во в съответната година. Дългогодишен национален състезател, от 1998 г. когато е повикан за пръв път за европейското първенство за юноши младша възраст в Юрмала, Латвия (1998). В периода 2004 – 2016 г. e непобеден от българин, въпреки изкуствени намеси Пулев да бъде сменен от титулярното място в националния отбор. Свидетелство за това са официални спаринги инициирани през 2013, 2014, 2015 г. и 2016 г. от някои треньори в представителния тим и ръководството на БФБ. Този тип спаринги винаги са прключвали крайно положително за Пулев и съответно негативно за неговите противници.
През боксовата си кариера е номиниран и награждаван многократно в различни именити класации. 3 пъти е присъствал в номинираните за „Спортист на годината“. Като студент на НСА още през 2005 г. е получил признание от ръководството и Ректора на академията. Участник е на 4 европейски и 2 световни първенства за мъже и на световно и европейско първенство за юноши.
Европейски вицешампион от първенството в Москва (2010).
През същата година Пулев е поканен поименно на европейска купа в Харков, Украйна. Независимо че е с температура и грип, той приема и участва. Там Тервел побеждава Алексей Егоров (Русия) и губи на финал от Усик (Укр).
През 2011 г. и 2014 г. печели златни медали на 62-рото и 65-ото издание на турнира „Странджа“. Носител на купата, след като на финала побеждава кубинеца Перо (световен и олимпийски шампион за младежи).
На европейското първенство в Анкара (2011) завоюва сребърен медал и така за втори път в своята кариера става европейски вицешампион. На полуфинала Пулев сваля тежко противника си още в първата минута на мача, който е и домакин от Турция (Бахрам Музафер). Рефера изключитлно пристрастно си „затваря“ очите, като „накъсва“ боя и също не отброява и очевадно съществуващ трети нокдаун в първия рунд, според който мача би следвало да се прекрати с ТКО. В крайна сметка българският боксьор триумфира по точки и в този мач, а противникът му видимо едва издържа края на мача на крака.
На първенството на стария континент в Самоков 2015 г. затвърждава позицията си на фактор в европейския бокс. С поредна почетна стълбичка в интервала 2010 – 2015 г. записва 3 медала от Европейски първенства.
Пулев побеждава последователно боксьор от Дания, словака Тълканец и Рой Корвинг от Нидерландия.
В полуфинален мач, Тервел Пулев губи по точки в много равностоен мач от Евгени Тишченко (Русия). На финала в Самоков, Тишченко печели без борба срещу поляк. А два месеца по-късно руснакът става и световен шампион в Доха. На Олипиадата в Рио, Тишченко е златен медалист.
Тервел Пулев е носител на златни медали от редица международни турнири в Мостар (2004), Испания (2006), Сърбия Кралево, Белград (2008, 2010 и 2011), „Умаханов мемориал“ в Дагестан (2009). Печели „Златна ръкавица“, Албания (2012) и „Vllaznia memorial“ Трабзон (2012). Освен със спечелени медали, не рядко Пулев донася и купи за най-техничен състезател от международните турнири, в които се състезава. Като истинско доказателство за майсторство и класа, с което се отличава българския боксьор. Тервел е уважаван от своите чуждестранни противници и от международното боксово семейство.
С участието си на турнира в Трабзон (последната олимпийска квалификация за зона Европа) успява да се класира за единственото останало място за летните олимпийски игри в Лондон през 2012 г.
Тервел Пулев печели бронзов медал, единият от общо двата медала за България на тази олимпиада. Тервел губи полуфиналния мач на Олимпиадата от световния шампион (2011), бъдещ Олимпийски и „боксьор №1 за 2012 на АИБА“ – Олександър Усик (Украйна). Тервел е боксьор № 1 на България за 2010, 2011 и 2012 г. благодарение на най-успешните класирания донесъл на БФ Бокс през всяка една от тези години. Любопитен факт въпреки, който българският боксьор печели олимпийски медал е, че той се подлага на 2 последователни операции на носа за период от 3 месеца в края на 2011 г.
През 2012 г. подписва професионален договор за участие в профи бокса на АИБА (APB-AIBA PRO BOX). През 2014 г. Тервел бива опериран от апендисит и така пропуска първите (6 рундови) профи мачове на APB. След възстановяването си той записва победа и загуба в профи сериите в 8 рундови мачове. Съответно над Калич (Хърватия) и Граф (Германия).
Тервел Пулев спечели Интернационалната титла в полутежка категория на Световната Боксова Асоциация (WBA) при професионалистите. Той побеждава американеца Дешон Уебстър след единодушно съдийско решение на гала вечер на 14 декември 2019 г. в зала „Колодрума“ в Пловдив.

## Семейство
Тервел е част от боксовата фамилия Пулеви. Баща му Венко Пулев е шампион на България в средата на 20 век в супертежка категория. Брат му Кубрат Пулев е европейски шампион за аматьори от Ливърпул (2008) и европейски шампион на професионалния ринг. Тервел се радва на трима синове – Калоян (роден 2008 г.), Аспарух (роден 2016 г.) и Самуил (роден 2021 г.). Тервел няма сключен граждански брак с майката на децата си Диана Ненова (дългогодишна волейболна националка – разпределител).

## Успехи
Олимпийски игри:
- (1) – 2012

Европейски шампионат:
- (2) – 2010, 2011
  -  (1) – 2015

Купа „Странджа“:
- (2) – 2011, 2014

| №  | Резултат | Рекорд | Опонент            | Тип        | Рунд, Време  | Дата             | Място                                         | Бележки                                                                  |
| -- | -------- | ------ | ------------------ | ---------- | ------------ | ---------------- | --------------------------------------------- | ------------------------------------------------------------------------ |
| 18 | Победа   | 17 – 1 | Джоел Ходжгрийн    | Отказва се | 3 (8), 3:00  | 13 април 2023    | Коста Меса, Калифорния, САЩ                   |                                                                          |
| 17 | Загуба   | 16 – 1 | Сергей Ковальов    | UD         | 10           | 14 май 2022      | Форъм, Ингълуд, Калифорния, САЩ               | Единодушно съдийско решение. Точки: 92 – 98, 93 – 97, 92 – 98            |
| 16 | Победа   | 16 – 0 | Викапита Мероро    | TKO        | 9 (12)       | 29 януари 2021   | Танзания                                      |                                                                          |
| 15 | Победа   | 15 – 0 | Дешон Уебстър      | UD         | 12           | 14 декември 2019 | Колодрума, Пловдив, България                  | Печели вакантната титлата (WBA) в полутежка категория                    |
| 14 | Победа   | 14 – 0 | Каи Курзава        | UD         | 1 (8)        | 8 ноември 2019   | Кьолн, Германия                               | Защита на титлата на Европейския боксов съюз (EBU) в полутежка категория |
| 13 | Победа   | 13 – 0 | Мич Уилямс         | UD         | 6 (6)        | 24 март 2019     | Коста Меса, Калифорния, САЩ                   | Защита на титлата на Европейския боксов съюз (EBU) в полутежка категория |
| 12 | Победа   | 12 – 0 | Леонардо Бруцезе   | KO         | 2 (12), 0:28 | 27 Окт. 2018     | Арена Армеец, София, България                 | Печели титлата на Европейския боксов съюз (EBU) в полутежка категория    |
| 11 | Победа   | 11 – 0 | Армандо Анкона     | TKO        | 1(8), 2:06   | 8 юни 2018       | Чикаго, САЩ                                   |                                                                          |
| 10 | Победа   | 10 – 0 | Ласло Пензеш       | KO         | 2(8), 2:10   | 07 Апр. 2018     | Виена, Австрия                                |                                                                          |
| 9  | Победа   | 9 – 0  | Валери Брудов      | UD         | 8 (8)        | 10 март 2018     | Берлин, Германия                              |                                                                          |
| 8  | Победа   | 8 – 0  | Скот Фъртел        | TKO        | 1 (4)        | 3 март 2018      | Чикаго, САЩ                                   |                                                                          |
| 7  | Победа   | 7 – 0  | Артьом Чарнякевич  | TKO        | 2 (8)        | 23 Дек. 2017     | Берлин, Германия                              |                                                                          |
| 6  | Победа   | 6 – 0  | Михаил Куцишвили   | TKO        | 1 (8)        | 18 Ноем. 2017    | Нойщат-Гвеле, Германия                        |                                                                          |
| 5  | Победа   | 5 – 0  | Артьом Редко       | TKO        | 3 (8)        | 11 Ноем. 2017    | Вернер-Зеелбиндер-Шпортпарк, Берлин, Германия |                                                                          |
| 4  | Победа   | 4 – 0  | Дражен Жанянин     | KO         | 2 (8), 1:18  | 30 юни 2017      | Вернер-Зеелбиндер-Шпортпарк, Берлин, Германия |                                                                          |
| 3  | Победа   | 3 – 0  | Якуб Войчик        | TKO        | 3 (6), 2:35  | 28 Апр. 2017     | Арена Армеец, София, България                 |                                                                          |
| 2  | Победа   | 2 – 0  | Рамази Гогичашвили | KO         | 1 (6)        | 08 Апр. 2017     | Берлин, Германия                              |                                                                          |
| 1  | Победа   | 1 – 0  | Томислав Рудан     | TKO        | 3 (6), 0:52  | 03 Дек. 2016     | Арена Армеец, София, България                 | Професионален дебют                                                      |